# Sabin Carr
Sabin William Carr (Dubuque, 4 settembre 1904 – Santa Barbara, 12 settembre 1983) è stato un astista statunitense, detentore del record mondiale della specialità dal 27 maggio 1927 al 28 aprile 1928.
Nel 1928 partecipò ai Giochi olimpici di Amsterdam, vincendo la medaglia d'oro dopo aver superato al primo tentativo l'asticella posta a 4,20 m, battendo anche il record olimpico nel salto con l'asta.

## Record nazionali
- Salto con l'asta: 4,27 m ( Filadelfia, 27 maggio 1927)

## Palmarès
| Anno | Manifestazione  | Sede      | Evento           | Risultato | Prestazione | Note |
| ---- | --------------- | --------- | ---------------- | --------- | ----------- | ---- |
| 1928 | Giochi olimpici | Amsterdam | Salto con l'asta | Oro       | 4,20 m      |      |